# بلایا کالیتفا
شهر بلایا کالیتفا (به روسی: Белая Калитва) در کشور روسیه و در اوبلاست روستوف واقع شده‌است.